# Bacskafalva
Bacskafalva (szlovákul Baštín) Bossány településrésze, egykor önálló falu Szlovákiában, a Trencséni kerületben, a Simonyi járásban.

## Fekvése
Simonytól 12 km-re délnyugatra fekszik.

## Története
1332-ben "Baska" alakban említik először. 1413-ban "Bascafalwa" néven szerepel írott forrásban. Kezdetben Baska és fiainak, majd több nemesi család, köztük a Majthényi és Motesiczi családok birtoka volt. 1413-tól 1848-ig a Bacskády családé. A 16. században Bacskafalva kis falu, az 1598-as adóösszeírás szerint mindössze 6 házzal. 1715-ben 2 jobbágy és 1 zsellércsalád adózótt a faluban. A 18. században 6 jobbágy, 5 zsellér és 2 vagyontalan családja volt. 1787-ben 15 házában 136 lakos élt. 1828-ban 24 háza és 168 lakosa volt, akik földműveléssel, fuvarozással foglalkoztak. A század második felében a lakosság száma ismét száz alá esett vissza.
Vályi András szerint "BÁCSKAFALVA. totúl Bastin. Elegyes tót falu Nyitra Vármegyében, birtokos Ura volt Botskadi, most Böthy Uraság, lakosai katolikusok, fekszik a’ Bajmótzi járásban, Nagy Bossánynak szomszédságában, mellynek filiája, réttye, és földgye első Osztálybéli, malma helyben, piatzozása nagy Tapoltsányon; de mivel szőlő hegye nintsen, fája tűzre, ’s épűletre kevés, ’s legelője is szoross, harmadik Osztálybéli."
Fényes Elek szerint "Bacskafalva, (Bastyén), tót falu, Nyitra vgyében. Ut. p. N.-Tapolcsányhoz egy órányira: 148 kath., 14 evang., 6 zsidó lak. F. u. Bacskády familia."
A trianoni békeszerződésig Nyitra vármegye Nyitrazsámbokréti járásához tartozott. Mezőgazdasági jellegét később is megőrizte. 1960-ban csatolták Bossányhoz.

## Népessége
1910-ben 105, túlnyomórészt szlovák lakosa volt.
2001-ben Bossány 4308 lakosából 4257 szlovák volt.